# Japan Open Tennis Championships 2002
Il Japan Open Tennis Championships 2002 è stato un torneo di tennis giocato sul cemento.
È stata la 30ª edizione dell'evento, che fa parte dell'International Series Gold nell'ambito dell'ATP Tour 2002 e della categoria Tier III nell'ambito del WTA Tour 2002. Si è giocato all'Ariake Coliseum di Tokyo, in Giappone, dal 30 settembre al 6 ottobre 2002.

## Campioni

### Singolare maschile
Kenneth Carlsen ha battuto in finale  Magnus Norman con il punteggio di 7–6(6), 6–3

### Singolare femminile
Jill Craybas ha battuto in finale  Silvija Talaja con il punteggio di 2–6, 6–4, 6–4

### Doppio maschile
Jeff Coetzee /  Chris Haggard hanno battuto in finale  Jan-Michael Gambill /  Graydon Oliver con il punteggio di 7–6(4) 6–4

### Doppio femminile
Shinobu Asagoe /  Nana Miyagi hanno battuto in finale  Svetlana Kuznecova /  Arantxa Sánchez con il punteggio di 6–4, 4–6, 6–4